# Alvilda Harbou Hoff
Vilhelmine Ulrike Alvilda Harbou Hoff  (* 16. Dezember 1862 in Rendsburg, Herzogtum Holstein; † 12. März 1951 in Kopenhagen) war eine dänische Ärztin und Politikerin.

## Leben und Werk
Hoff war die Tochter des Generalmajors Johannes Wilhelm Anthonius Harbou (1810–91) und der Philanthropin Louise Ulrikke Mariane Hellenen. Sie besuchte die Mädchenschule Louise Westergaards Pigeskole und machte 1885 ihren Abschluss in Mathematik am Lyceum. Danach setzte sie ihr Studium der Mathematik bis 1889 fort, begann dann ein Medizinstudium und schloss dieses Fach 1895 ab. Gemeinsam mit ihrer Schwester Inger und der pädagogischen Unterstützung des Literaturwissenschaftlers Valdemar Vedel gab sie in den 1880er Jahren zeitweise kostenlosen Privatunterricht, um junge Mädchen auf die Vorbereitungsprüfungen vorzubereiten.
Nach ihrem Abschluss unternahm sie eine Studienreise ins Ausland und arbeitete einige Jahre in der Gynäkologieabteilung der öffentlichen Kopenhagener Poliklinik, in der überwiegend Patienten ohne ärztliche Überweisung untersucht oder behandelt werden konnten. Sie ergänzte ihre Ausbildung durch Tätigkeiten in verschiedenen Krankenhäusern.
Sie heiratete 1899 den geschiedenen Stadtarzt Hans Emil Emanuel Madsen Hoff. Infolgedessen wurde sie aus dem städtischen Krankenhaussystem entlassen, da der Bürgermeister L. C. Borup verheiratete Frauen nicht als Ärzte akzeptierte. Von 1900 bis 1903 war sie daher an verschiedenen privaten Krankenhäusern beschäftigt, darunter in dem kirchlichen Sankt Josephs Hospital in Nørrebro und in dem neu gegründeten Krankenhaus der Sankt Luke Foundation. Sie arbeitete von 1897 bis 1927 jedoch hauptsächlich als niedergelassene Ärztin.

## Politische und philanthropische Tätigkeiten
1904 wurde sie mit ihrer Kollegin Nielsine Nielsen Mitglied des Hauptvorstands des Kopenhagener Liberalen Wahlvereins und bekleidete dieses Amt viele Jahre lang. In Dänemark erhielten Frauen 1908 das Wahlrecht bei Kommunalwahlen und die Wahl im Frühjahr 1909 war die erste Wahl, bei der Frauen kandidierten und gewählt wurden. Als Hoff bei den Kommunalwahlen 1909 als Kandidatin der Radikalen Linken (RV) kandidierte, erhielt sie nach der Kommunalwahlreform als eine der ersten sieben Frauen einen Sitz in der Bürgervertretung. Zu ihren kommunalen Aufgaben gehörte von 1915 bis 1918 die Arbeit im Kopenhagener Vormundschaftsrat, der über die Betreuung sozial benachteiligter Jugendlicher entschied. Sie wurde 1913 in den Stadtrat zur stellvertretenden Vorsitzenden gewählt, ein Amt, das sie bis 1921 und von 1922 bis 1925 innehatte. Innerhalb ihrer eigenen Parteigruppe bekleidete sie den Posten der Haushaltsvorsitzenden und wurde nach dem Tod ihres Parteikollegen Gustav Philipsen 1925 Stadträtin, die für Infrastruktur und Krankenhauswesen zuständig war. Sie wurde 1916 und 1918 von ihrem Parteikollegen Ove Rodeals als Mitglied der Wohnungsbaukommission berufen, wo sie an der Untersuchung der Wohnverhältnisse einkommensschwacher Bevölkerungsgruppen mitwirkte. Sie war Mitglied der Kopenhagener Frauenwahlrechtsvereinigung und war einige Jahre im Vorstand der Den sjællandske Aandssvageanstalt.
Sie war viele Jahre betreuende Ärztin und Vorstandsmitglied des Kindersanatoriums für Kopenhagen und Umgebung, welches 1890 auf Initiative ihrer Mutter für unterernährte und tuberkulöse Kinder geschaffen worden war. Außerdem war sie von 1911 bis 1932 im Weihnachtsbriefmarkenkomitee aktiv, welches zur Bekämpfung der Tuberkulose gegründet worden war.
Wegen einer Hörbehinderung zog sie sich 1929 aus der politischen Arbeit zurück.